# Matura
Pronunciação
Matura ou Mathura é uma cidade e sede administrativa do distrito homônimo no estado indiano de Uttar Pradesh. Ela está localizada aproximadamente 57,6 km ao norte de Agra e 146 km  a sudeste de Deli; cerca de 14,5 km da cidade de Vrindavan e 22 km de Govardhan. Nos tempos antigos, Mathura era um centro econômico, localizado na junção de importantes rotas de caravana. O censo indiano de 2011 estimou a população da cidade em 441.894 habitantes.
No hinduísmo, Mathura é o local de nascimento do deus Krishna, que está localizado no Templo Krishna Janmasthan. É uma das Sapta Puri, as sete cidades consideradas sagradas pelos hindus, também é chamada Mokshyadayni Tirth.